# Muse Software
Micro Users Software Exchange, Inc.，商号Muse Software，是美国已停业电子游戏开发商。公司创立于1978年，主要为家用电脑制作游戏。其作品有潜行游戏《Castle Wolfenstein》（1981年）、《Beyond Castle Wolfenstein》（1984年）等。1987年公司破产。